# Departamento Veinticinco de Mayo (Chaco)
Das Departamento Veinticinco de Mayo liegt im Zentrum der Provinz Chaco im Nordwesten Argentiniens und ist eine von 25 Verwaltungseinheiten der Provinz. 
Es grenzt im Norden und Westen an das  Libertador General San Martín, im Osten an die Departamentos  Sargento Cabral und  Presidencia de la Plaza, im Süden an das Departamento Tapenagá und im Westen an die Departamentos San Lorenzo und  Quitilipi. 
Die Hauptstadt des Departamento Veinticinco de Mayo ist Machagai. Sie liegt 120 Kilometer von der Provinzhauptstadt Resistencia und 1.140 Kilometer von Buenos Aires entfernt.

## Städte und Gemeinden
Das Departamento Veinticinco de Mayo besteht aus einer einzigen Gemeinde (Municipio): Machagai
Koordinaten: 26° 54′ S, 60° 0′ W